# آرثر كوفنغتون
آرثر كوفنغتون هو فيزيائي كندي، ولد في 21 سبتمبر 1913 في ريجاينا في كندا، وتوفي في 17 مارس 2001 في كينغستون في كندا.